# Pectinaria namaquensis
Pectinaria namaquensis är en oleanderväxtart som först beskrevs av Nicholas Edward Brown, och fick sitt nu gällande namn av Plowes. Pectinaria namaquensis ingår i släktet Pectinaria och familjen oleanderväxter. Inga underarter finns listade i Catalogue of Life.